# Cova de Vogelherd
La Cova de Vogelherd (en alemany: Vogelherdhöhle, o simplement Vogelherd) és a l'est del Jura de Suàbia, al sud-oest d'Alemanya. En aquesta cova càrstica de pedra calcària es van descobrir al 1931 les figuretes del Paleolític superior de Vogelherd, atribuïdes a individus de la cultura aurinyaciana. Aquestes escultures en miniatura fetes de vori de mamut pertanyen a les obres d'art més antigues de la humanitat. El 2017, el jaciment es classificà com a Patrimoni Mundial de la UNESCO: "Coves i art de l'edat de gel al Jura de Suàbia".(1)

## Ubicació
El jaciment és a la vall del riu Lone, a prop de Stetten ob Lontal, part de Niederstotzingen, al Jura de Suàbia oriental, a Baden-Württemberg, al sud d'Alemanya. Des del 2013 és dins de l'Archäopark Vogelherd, que engloba un museu i un centre de visitants.
La cova és en un turó a 20 m per sobre del riu Lone, amb una vista de 180 graus sobre la vall. La cova té forma de Y i ocupa uns 170 m², amb una alçada inicial de tres a quatre metres. Hi ha tres forats d'entrada. Dos grans orificis d'entrada, de 2,5 a 3,5 m d'altura, es connecten per una galeria corbada d'uns 40 m de llarg, anomenada la "Cova Gran". La segona galeria, la "Cova Petita", és de la mateixa longitud però molt estreta, perquè l'entrada no es pot pas utilitzar. El passatge entre les dues coves està, tret d'un petit buit a la part superior, ple d'enderrocs i dipòsits de sediments.

## Descobriment i excavació
El 23 de maig del 1931, l'arqueòleg aficionat Hermann Mohn desenterrà unes ascles de sílex mentre examinava un cau de teixons. Va informar-ne a la Universitat de Tübingen. Aquest mateix any, el paleohistoriador Gustav Riek, de Tübingen, feu excavacions a la cova durant tres mesos. Es va documentar l'ocupació humana del jaciment, des del Paleolític a l'edat del bronze, amb eines i artefactes. L'excavació també va trobar unes figuretes de 5 a 10 cm de longitud tallades en vori de mamut, trobades en una capa aurinyaciana. Presentaven ornamentacions com ara punts, línies i marques en forma de X. No semblen ser un intent de representar els trets superficials reals de l'animal, sinó que podrien tenir un caràcter ritual o fins i tot religiós.
L'excavació de Riek eliminà els sediments de l'interior de la cova. En l'estiu del 2005 se'n feren més excavacions, dirigides per l'Institut für Ur- und Frühgeschichte de la Universitat de Tübingen. L'objectiu era el material de rebuig de l'excavació de Riek, amuntonat davant l'entrada de la cova. Amb mètodes i tecnologia més moderns, se'n van descobrir moltes troballes, com ara (el 22 de juny del 2006) l'estatueta de vori de mamut.
A causa del gran nombre de descobriments, fins al 2012, cada any les excavacions es van prolongar entre cinc i nou setmanes. En total, s'ha examinat al voltant del 90% del runam. Les troballes han estat 217.000 objectes de pedra de diverses grandàries. També hi ha 479 kg d'ossos (més 235 kg d'ossos cremats), sobretot d'animals caçats. Entre els 28 kg de vori de mamut hi ha 326 penjolls i peces de joieria perforades. S'hi trobaren 1.713 estris d'os, banya o ivori i 64 peces de vori trencades, aquestes part d'alguna forma d'art figuratiu. Altres 112 fragments devien formar part de figures. També es van trobar peces de flautes (fetes amb ossos d'ocells i ivori).(4)

## Estratigrafia
Riek va definir nou horitzons culturals. Els objectes dispersos més antics -de pedra- es remunten al paleolític mitjà -més de 40.000 anys- i representen empremtes i restes d'una ocupació ocasional de neandertals tardans.
Tot i que s'han documentat centenars d'eines i objectes de pedra, os, vori i banya en totes les capes de sediments des del Eemi (interglacial Riss-Würm) (fa uns 130.000 anys) fins als estrats superiors de l'edat del bronze, les troballes de fòssils humans són escasses i la majoria del Neolític tardà (fa uns 5.000 anys).

### Paleolític mitjà

#### Mosterià VII
La capa mosteriana VII contenia un fragment ample de sílex groc i blanc en forma de bifaç, una punta de sílex marró i grisa retocada d'una banda, una punta buida de sílex grisa i groga; un total de tres rascadors corbs i dos de rectes. A més a més, hi aparegué un fragment de mandíbula superior d'un cavall salvatge, del qual es conserven cinc incisius.

### Paleolític superior

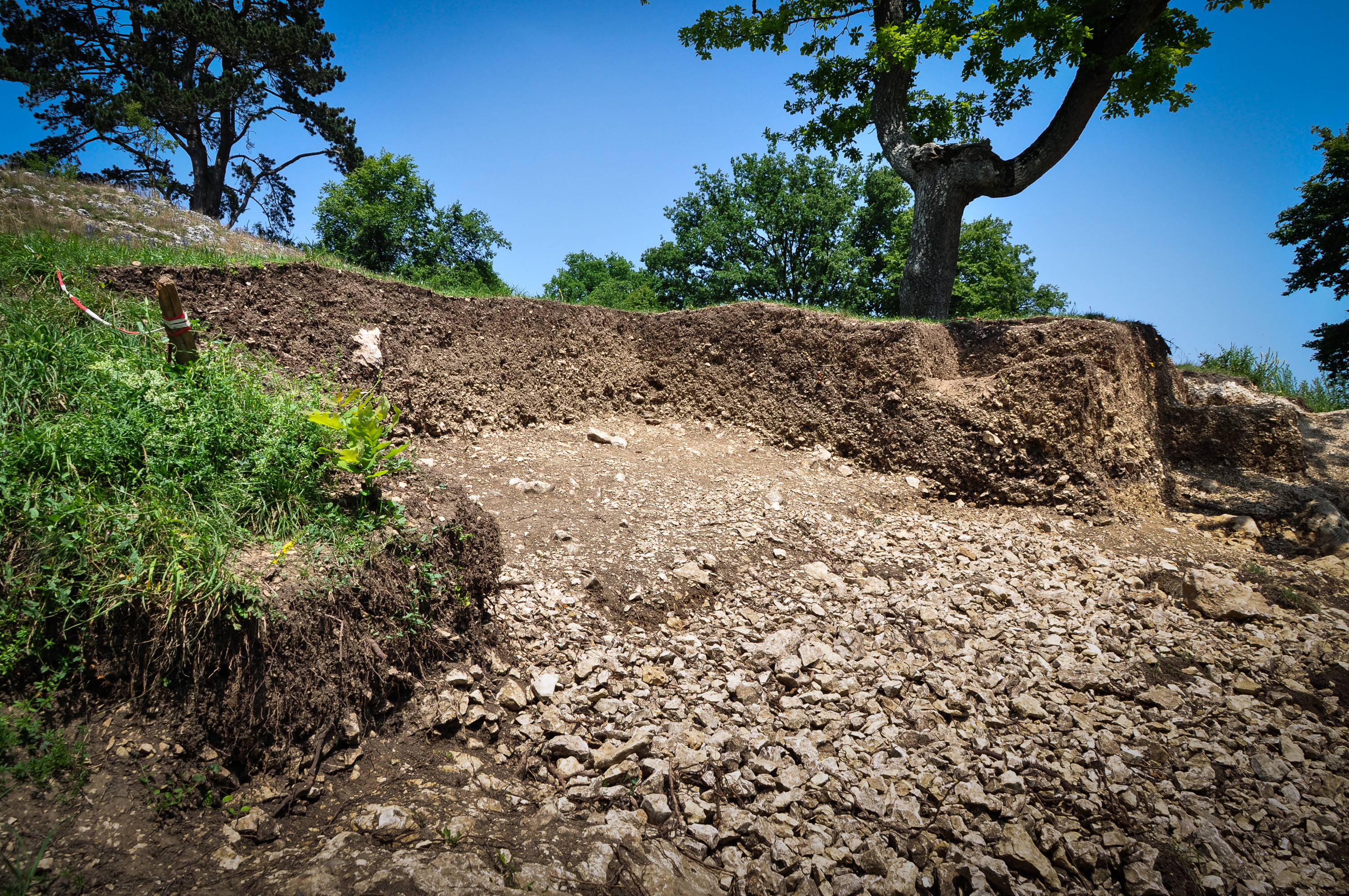
Excavació del 2012

Durant el Paleolític superior -fa entre 40.000 i 10.000 anys- n'hi hagué una ocupació freqüent i generalitzada; els jaciments aurinyacians ofereixen la principal font d'informació, el gravetià no hi està present. S'han trobat objectes orgànics, fumerals i puntes de projectil.

#### Aurinyacià V
En la capa aurinyaciana V es van trobar dues xemeneies independents, una a la sala principal i l'altra a prop de l'entrada sud-oest. Hi aparegueren 910 eines de pedra, distribuïdes principalment en els voltants de les xemeneies, sobretot rascadors i gúbies. Es van descobrir molts objectes d'os i vori; entre els objectes de material orgànic més comuns hi ha puntes de projectil.

#### Aurinyacià IV
Gustav Riek denominà aquesta capa "Aurinyaciana superior". Es documenta una ocupació a gran escala en diferents fases d'assentament. Segons l'informe d'excavació de Riek, s'hi trobaren 1.729 artefactes de pedra i 82 d'orgànics. N'hi havia algunes peces decorades amb estries. També són interessants els caps de projectil, que són menys freqüents en aquest estrat. Un en té la base partida, altres quatre tenen la base massissa i tres se'n conserven fragmentàriament, ja que un d'aquests fragments va rebre osques laterals i marques en forma de X.

#### Magdalenià III
Es descobriren objectes de pedra en la capa del magdalenià III. Entre les troballes hi ha quatre ganivets de fulla, tres fulles, una gúbia, dues ascles laterals i un fragment de banya de ren amb marques de tall i cares tallades.

#### Magdalenià II
La capa magdaleniana II és rica en objectes lítics, com ara onze làmines de qualitat i execució variades. Altres troballes són una banya de ren amb una cara tallada i marques de tall en la forqueta, així com una paleta de vori amb solcs finament tallats.

## Figures de Vogelherd
Les figuretes de Vogelherd són algunes de les obres d'art figuratiu més antigues del món, objectes "fets amb el vori de mamuts llanuts" i "finament tallades i exquisidament detallades". L'excavació del 1931 va trobar 11 figuretes, trobades en les capes aurinyacianes.
Les interpretacions de les talles s'han fet en el context de la gran importància d'aquests animals per a la supervivència dels paleohumans i els rituals de caça relacionats: potser serviren per a les creences prehistòriques, els cultes i les pràctiques xamàniques.

### Escultura d'un cavall

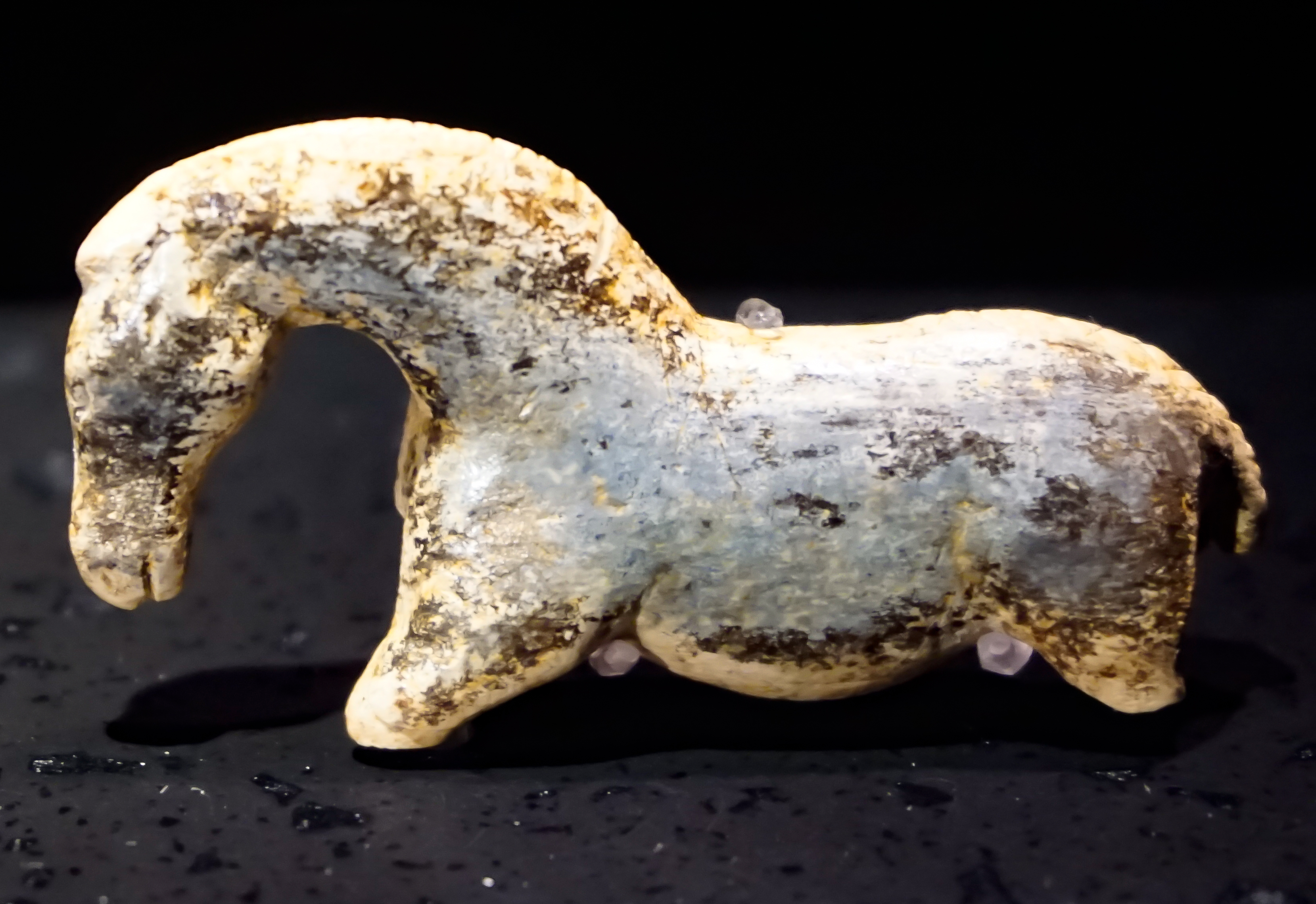
Equus ferus

Longitud: 4,8 cm (aprox. 30.000 - 29.000 anys).
"De forma excepcionalment precisa, perfecta, i notablement expressiva. A causa de la curvatura del coll, se sol pensar que representa un semental amb un port agressiu o imposant. Només se'n conserva totalment el cap, coll i cos. A causa de la descamació de les capes externes de vori, l'amplària s'ha reduït i les potes s'han trencat. Té símbols gravats, com ara marques de cruïlles i signes angulars, a la part posterior del coll, l'esquena i el pit esquerre".

### Escultura d'un mamut llanut

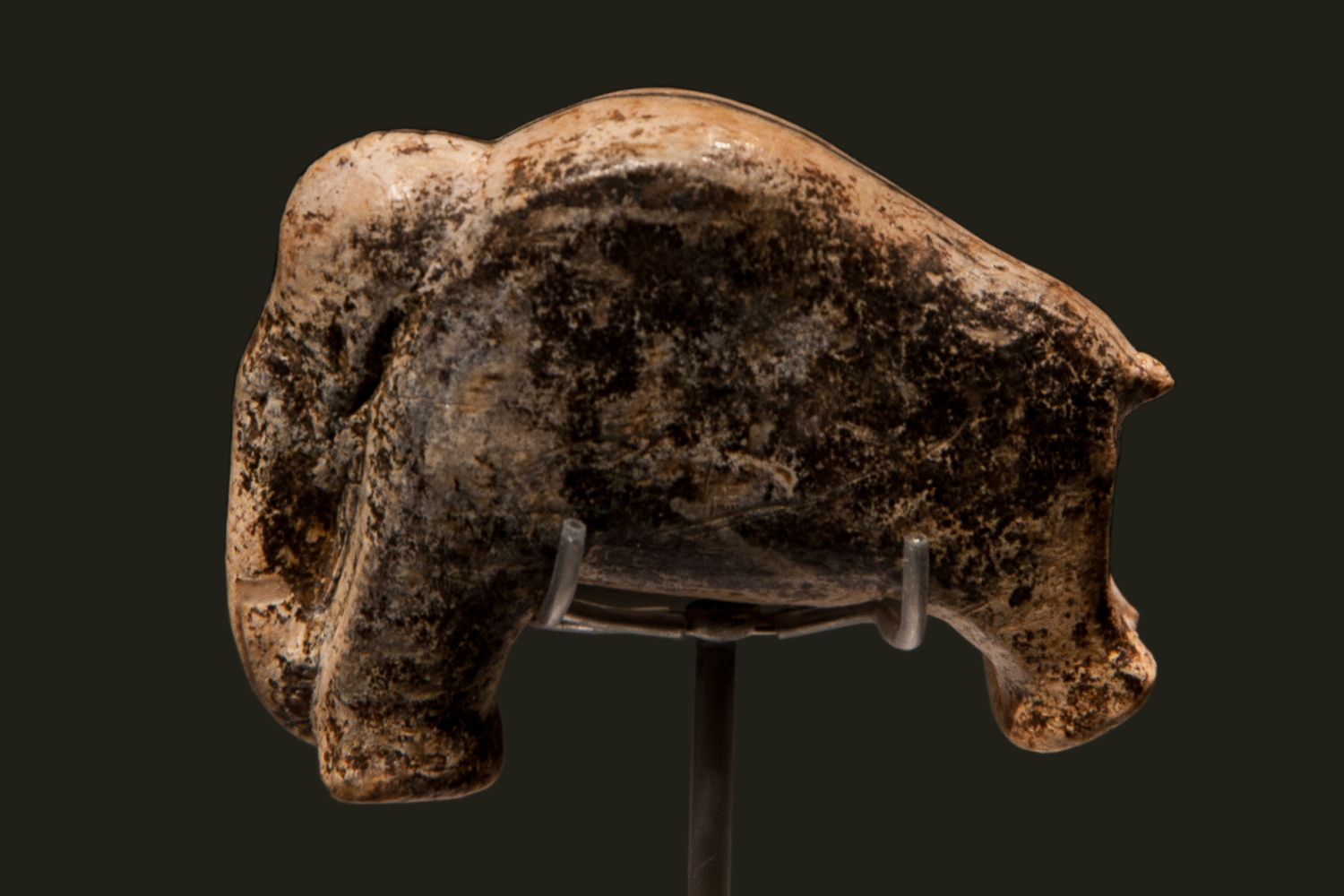
Mamut

Longitud: 3,7 cm (aprox. 35.000 anys).
L'estatueta de mamut llanut, totalment intacta, té talles hàbilment detallades. És única per la seua forma prima, la cua punxeguda, les poderoses potes i el tronc dinàmicament arquejat. Té sis incisions curtes d'adorn i les plantes dels peus del paquiderm mostren un patró de ratlles encreuades.
El 2009, la figura es va exposar en una gran Landesausstellung.(4)

### Escultura d'un lleó de les cavernes

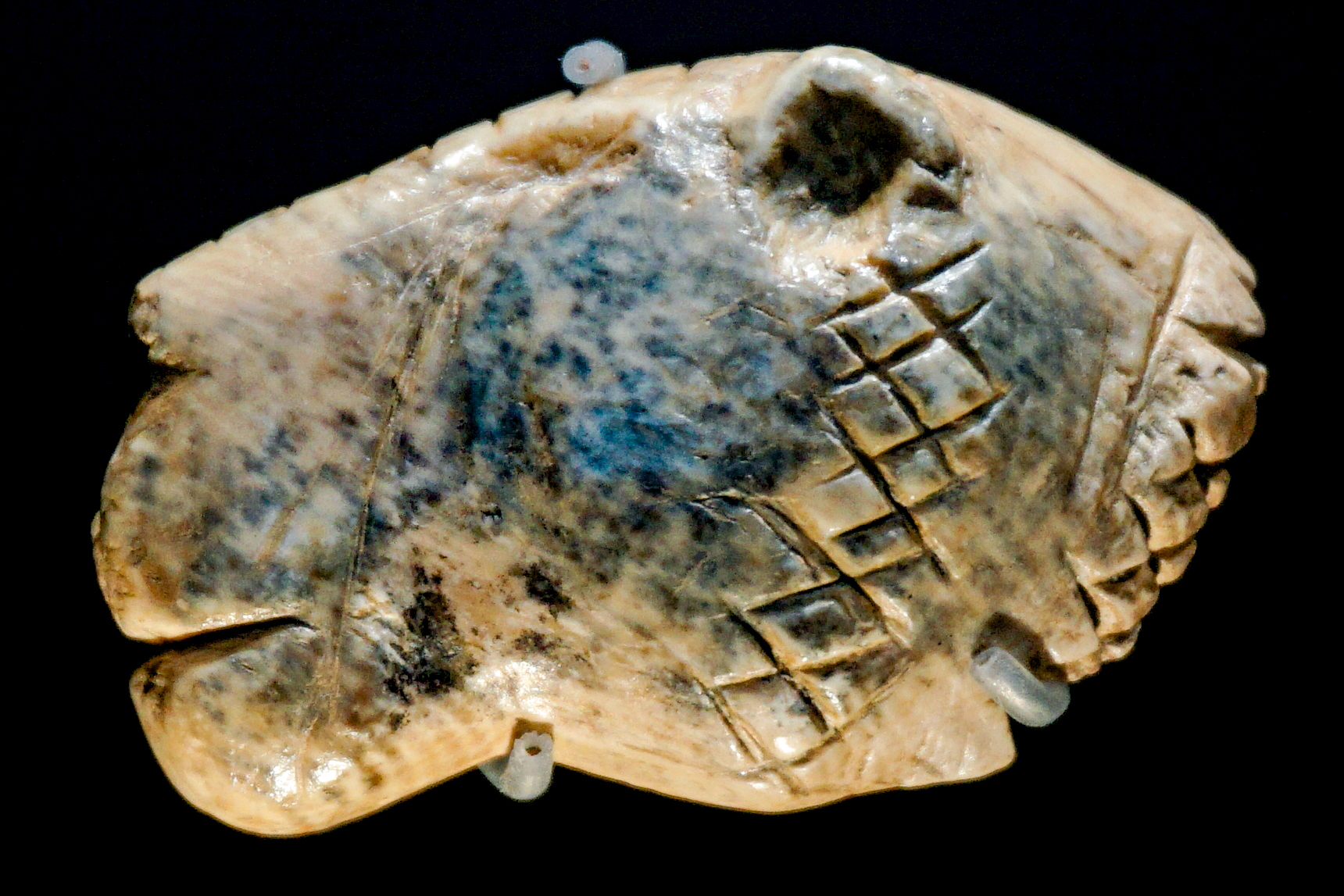
Cap de lleó

Longitud: 5,6 cm (aprox. 40.000 anys d'antiguitat).
Trobada al 1931 amb el cap incomplet, es pensava que era un relleu. La peça que faltava es trobà durant les excavacions entre el 2005 i el 2012 i s'hi uní amb èxit, confirmant així que l'estatueta és una escultura tridimensional. Està decorada amb unes 30 creus incises al llom.

### Altres figures

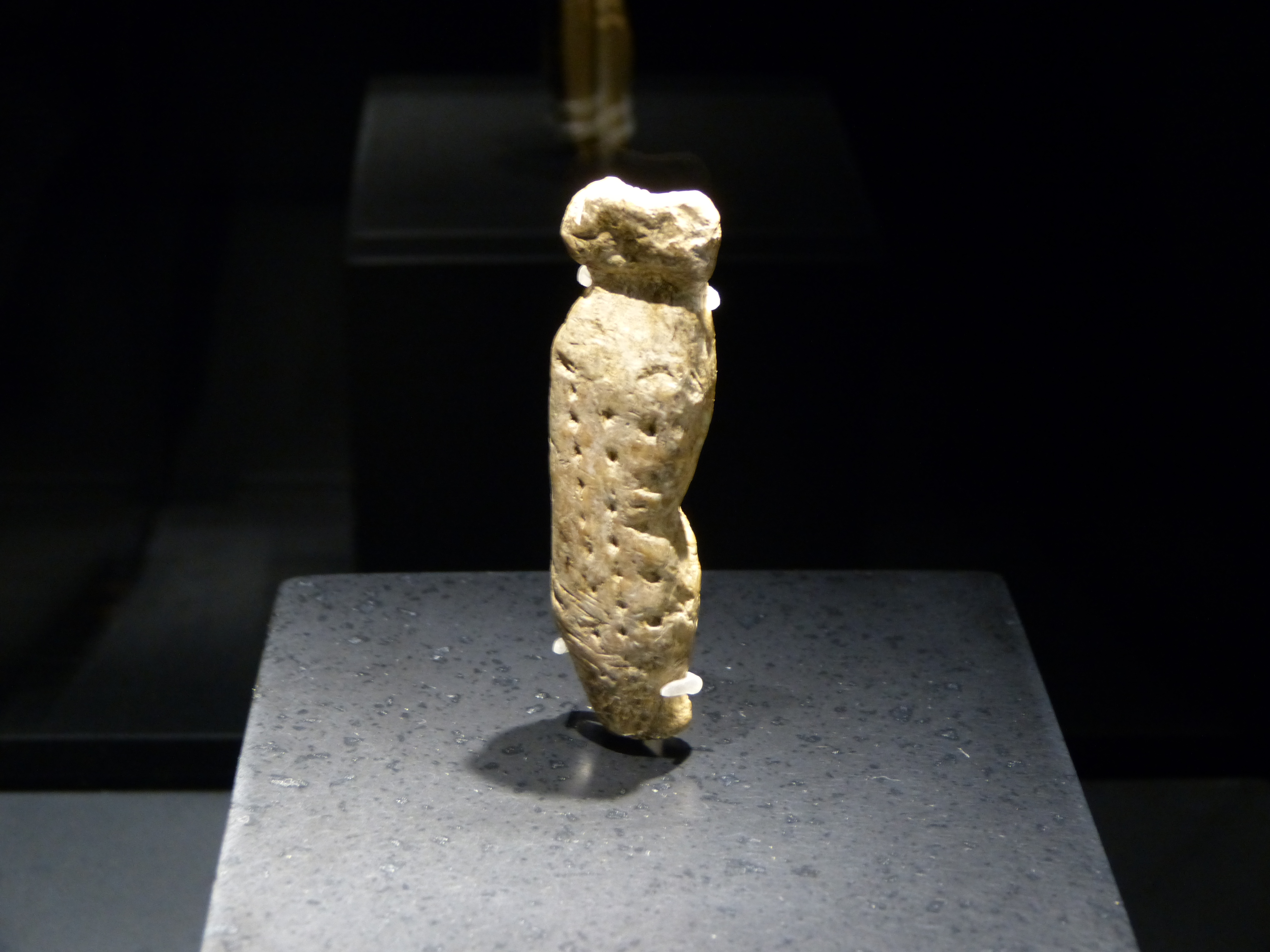
Figura d'aspecte humà
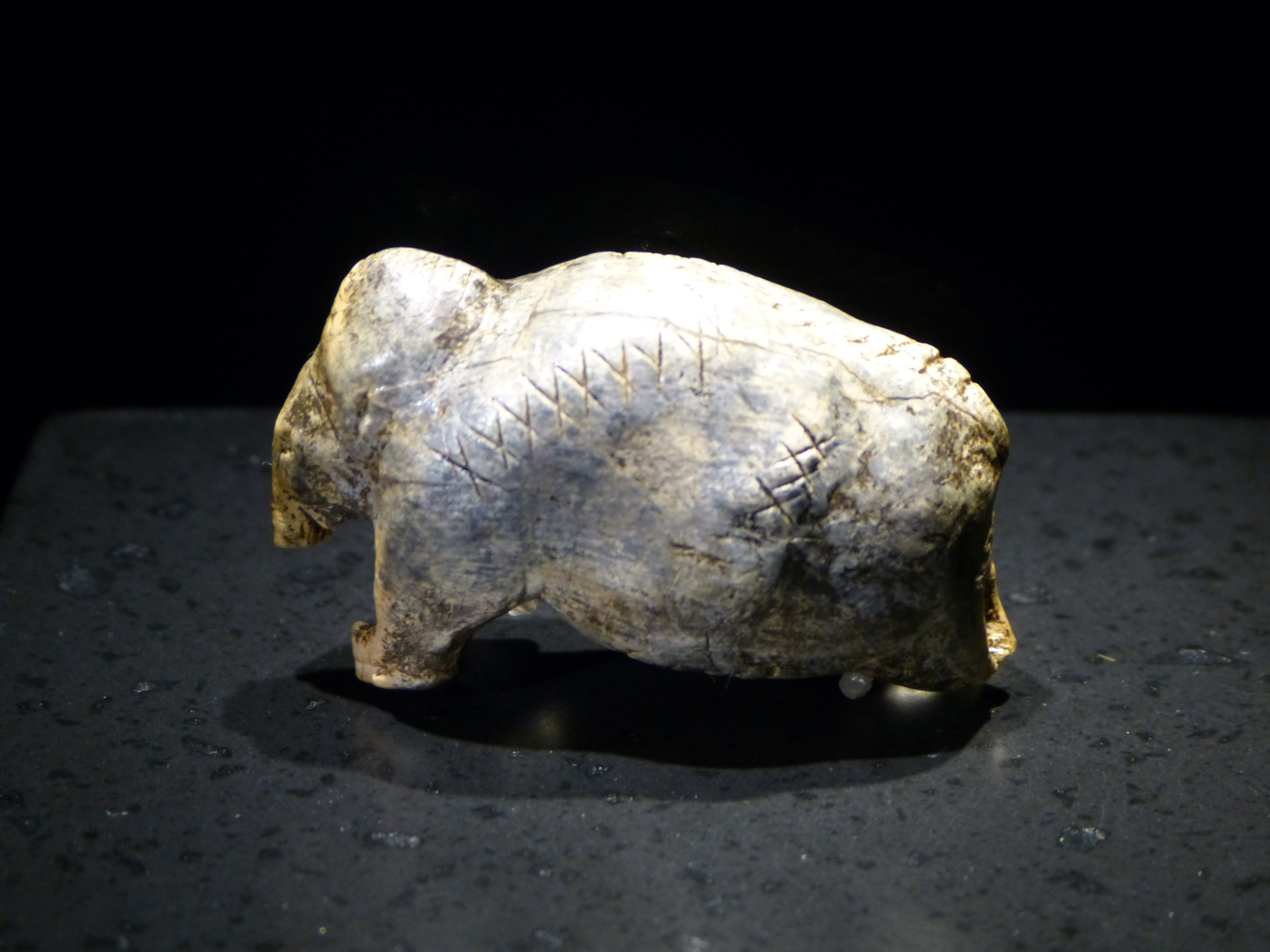
Mamut
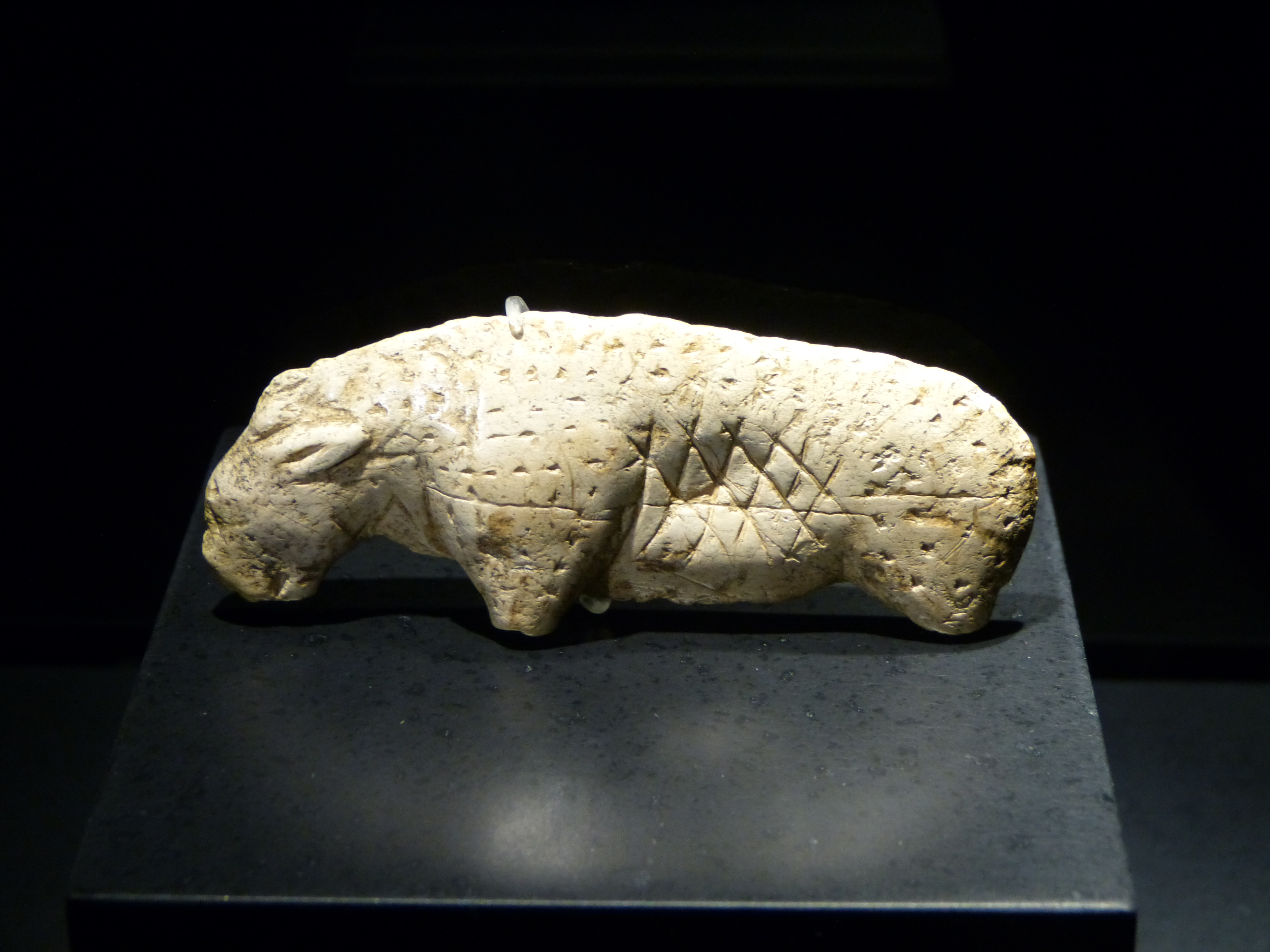
Mitja escultura de lleó
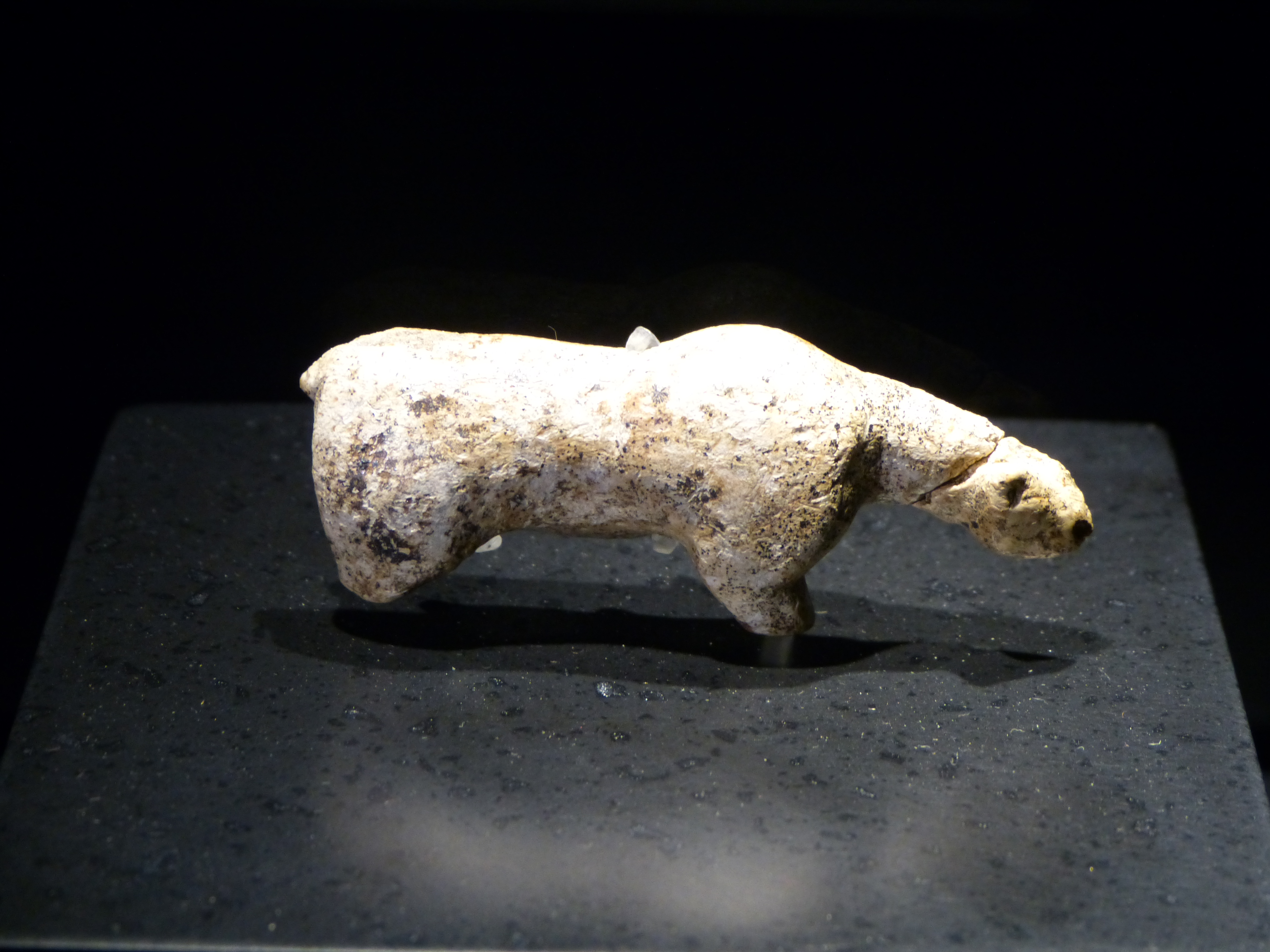
Lleó o os
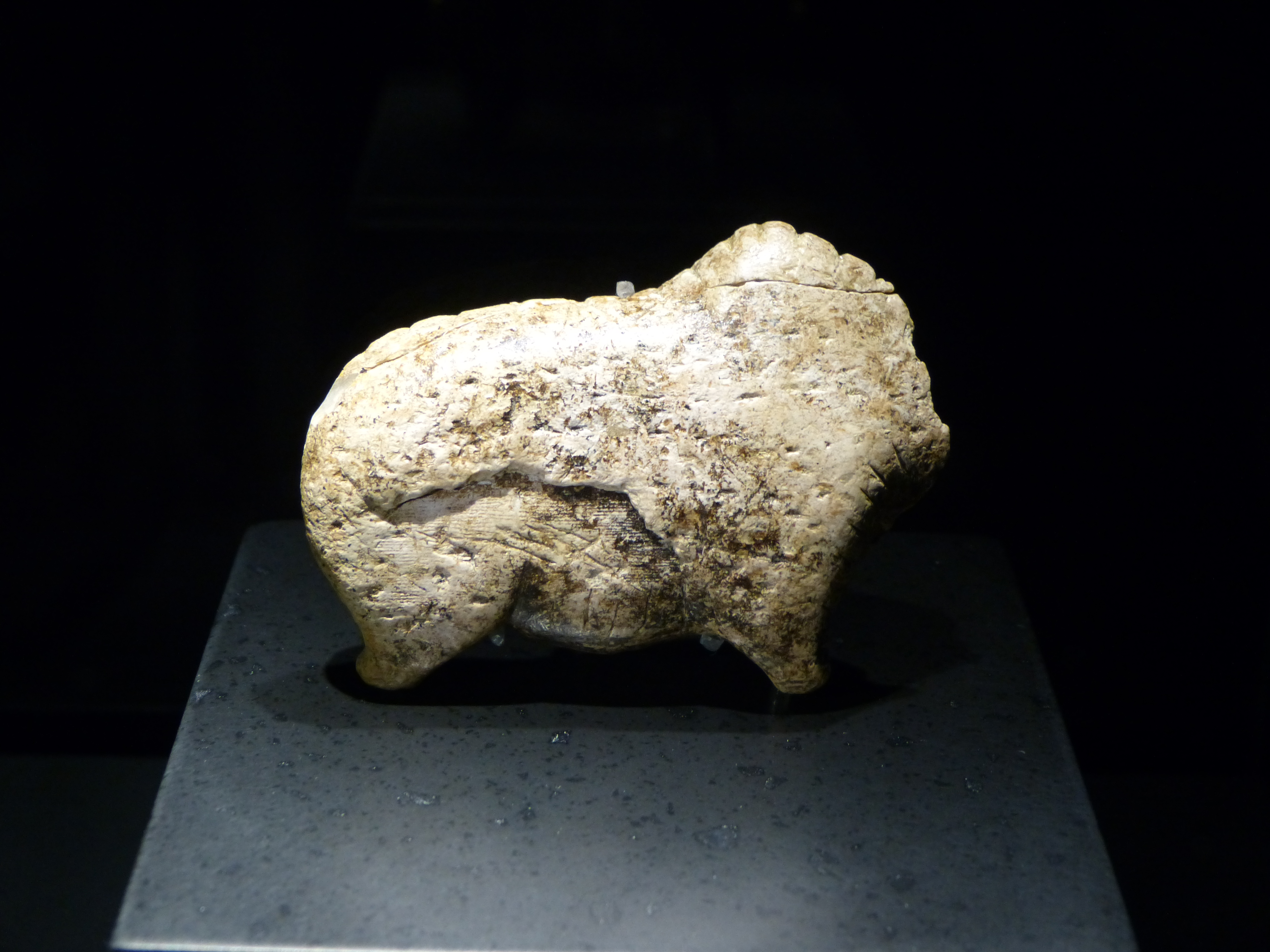
Bisó
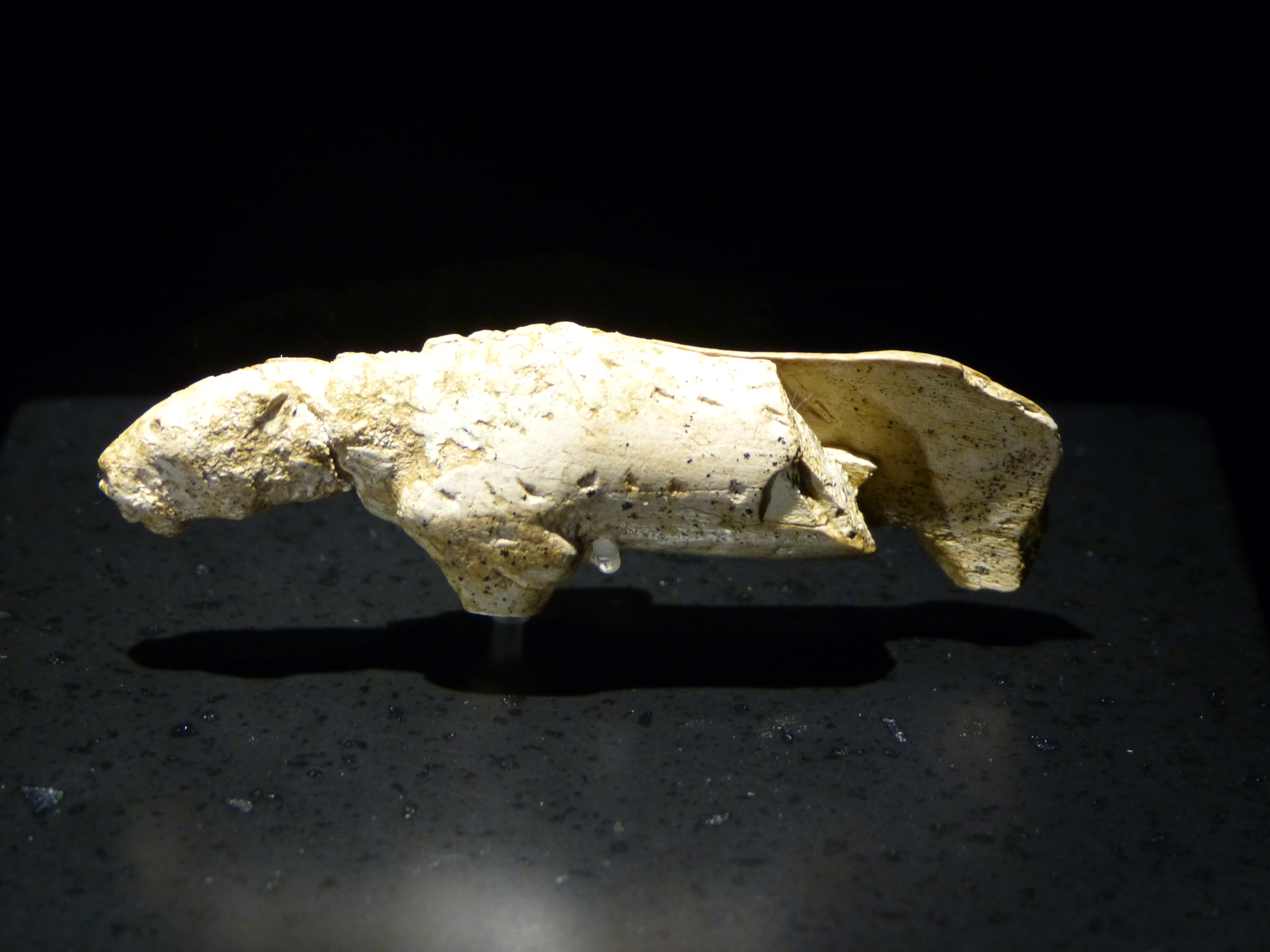
Lleó

## El conjunt faunístic
Entre els fòssils d'animals de l'aurinyacià, estan representats setze tàxons de mamífers i set d'ocells. El ren i el cavall en són les principals preses. Tot i que quasi igual en nombre, el mamut, segons les dades de les excavacions, no era caçat activament, sinó que s'aprofitava quan es trobava mort de mort natural. Els bòvids grans, el cérvol, el senglar, el bisó i l'isard també hi apareixen, però de manera secundària. Les petites quantitats d'ocells com ara l'oca, la perdiu i el gall fer indiquen una explotació ocasional.
Les proves reduïdes de neandertals tardans en la fase del Paleolític mitjà mostren una ocupació esporàdica, no freqüent i estacional. Pocs ossos d'animals indiquen la intrusió regular de carnívors i la dispersió d'ossos per part de hienes i llops.

## Patrimoni de la Humanitat de la UNESCO
Al gener del 2016, el Govern federal d'Alemanya demanà l'estatus de Patrimoni de la Humanitat per a dues valls amb sis coves denominades Höhlen der ältesten Eiszeitkunst ('Coves amb l'art més antic de l'edat del gel'). El jaciment abastaria zones del Lonetal (vall del Lone) i l'Achtal (vall de l'Ach), tots dos al sud del Jura de Suàbia. El primer inclou les coves Hohlenstein-Stadel, Vogelherd i Bocksteinhöhle, i el segon Geissenklösterle, Hohle Fels i la Cova de Sirgenstein. Cada vall contindria un nucli d'uns 3 a 4 km de longitud, envoltat d'una zona d'amortiment d'uns 100 m d'amplada.
La zona es descriu com la font de les obres d'art humà més antigues actualment (no estacionàries) en forma d'estatuetes tallades d'animals i humans, així com dels instruments musicals més antics. Els seus creadors van viure, s'inspiraren i van treballar en aquestes coves i rodalia. Les coves també servien de dipòsit de les figuretes, que podrien utilitzar-se en un context religiós. A més a més, eren el lloc on els intèrprets empraven instruments musicals i on vivien els grups socials dels quals sorgien els artistes.
El comité li concedí l'estatus de Patrimoni de la Humanitat al juliol del 2017.